# چاه دشت طالقانی
چاه دشت طالقانی یک منطقهٔ مسکونی در ایران است که در دهستان هرابرجان واقع شده‌است.